# David LaChapelle
David LaChapelle, född 11 mars 1963 i Fairfield, Connecticut, är en amerikansk fotograf, främst verksam inom mode och reklam. Han har även regisserat musikvideor och dokumentären Rize. Numera bor David LaChapelle i Hollywood. LaChapelle har fotograferat en mängd kändisar under otraditionella former. Hans ibland bisarra och överdrivna bildspråk har jämförts med Fellinis bildkonst. Han har publicerat ett antal böcker, inklusive LaChapelle Land (1996), Hotel LaChapelle (1999), Artists and Prostitutes (2006) och Heaven to Hell (2006). Boken LaChapelle Photography Special Limited Edition är en mycket dyr version av hans böcker. Sedan 2009 är David LaChapelles studiomanager en svensk fotograf, Jordie Turner.